# Liste des épisodes des séries sur Kamala Khan
 (octobre 2023).
Pour un article plus général, voir Kamala Khan.
La liste des épisodes des séries sur Kamala Khan est l'ensemble des épisodes de la série de comic books où Kamala Khan est le personnage principal, ainsi que des épisodes des séries secondaires ou périphériques.
Pour chaque épisode, sont présentés le numéro, les titres en français et en anglais, le scénariste, le dessinateur, la date de publication et un résumé de l'histoire.

## Séries principales

### Ms. Marvelvolume 3 (2014)
| Numéro    | Titre V.F. (titre V.O.)                                   | Scénariste(s)    | Dessinateur(s)   | Date de publication |
| --------- | --------------------------------------------------------- | ---------------- | ---------------- | ------------------- |
|           |                                                           |                  |                  |                     |
| 1         | Métamorphose (No Normal. Part 1 of 5: Meta Morphosis)     | G. Willow Wilson | Adrian Alphona   | 5 février 2014      |
|           |                                                           |                  |                  |                     |
| Remarques |                                                           |                  |                  |                     |
|           |                                                           |                  |                  |                     |
| 2         | Toute L'Humanité (No Normal. Part 2 of 5: All Mankind)    | G. Willow Wilson | Adrian Alphona   | 19 mars 2014        |
|           |                                                           |                  |                  |                     |
| Remarques |                                                           |                  |                  |                     |
|           |                                                           |                  |                  |                     |
| 3         | Entrée Latérale (No Normal. Part 3 of 5: Side Entrance)   | G. Willow Wilson | Adrian Alphona   | 16 avril 2014       |
|           |                                                           |                  |                  |                     |
| Remarques |                                                           |                  |                  |                     |
|           |                                                           |                  |                  |                     |
| 4         | Après le Couvre-Feu (No Normal. Part 4 of 5: Past Curfew) | G. Willow Wilson | Adrian Alphona   | 28 mai 2014         |
|           |                                                           |                  |                  |                     |
| Remarques |                                                           |                  |                  |                     |
|           |                                                           |                  |                  |                     |
| 5         | Légende Urbaine (No Normal. Part 5 of 5: Urban Legend)    | G. Willow Wilson | Adrian Alphona   | 25 juin 2014        |
|           |                                                           |                  |                  |                     |
| Remarques |                                                           |                  |                  |                     |
|           |                                                           |                  |                  |                     |
| 6         | Facteur Guérisseur (1) (Healing Factor: Part One of Two)  | G. Willow Wilson | Jake Wyatt       | 16 juillet 2014     |
|           |                                                           |                  |                  |                     |
| Remarques |                                                           |                  |                  |                     |
|           |                                                           |                  |                  |                     |
| 7         | Facteur Guérisseur (2) (Healing Factor: Part Two of Two)  | G. Willow Wilson | Jake Wyatt       | 20 août 2014        |
|           |                                                           |                  |                  |                     |
| Remarques |                                                           |                  |                  |                     |
|           |                                                           |                  |                  |                     |
| 8         | Génération Y (1) (Generation Why: Part One of Four)       | G. Willow Wilson | Adrian Alphona   | 10 septembre 2014   |
|           |                                                           |                  |                  |                     |
| Remarques |                                                           |                  |                  |                     |
|           |                                                           |                  |                  |                     |
| 9         | Génération Y (2) (Generation Why: Part Two of Four)       | G. Willow Wilson | Adrian Alphona   | 15 octobre 2014     |
|           |                                                           |                  |                  |                     |
| Remarques |                                                           |                  |                  |                     |
|           |                                                           |                  |                  |                     |
| 10        | Génération Y (3) (Generation Why: Part Three of Four)     | G. Willow Wilson | Adrian Alphona   | 17 décembre 2014    |
|           |                                                           |                  |                  |                     |
| Remarques |                                                           |                  |                  |                     |
|           |                                                           |                  |                  |                     |
| 11        | Génération Y (4) (Generation Why: Part Four of Four)      | G. Willow Wilson | Adrian Alphona   | 4 février 2015      |
|           |                                                           |                  |                  |                     |
| Remarques |                                                           |                  |                  |                     |
|           |                                                           |                  |                  |                     |
| 12        | Saint-Valentin (Loki in Love)                             | G. Willow Wilson | Elmo Bondoc      | 18 février 2015     |
|           |                                                           |                  |                  |                     |
| Remarques |                                                           |                  |                  |                     |
|           |                                                           |                  |                  |                     |
| 13        | Coup de Foudre (1) (Crushed: Part One of Three)           | G. Willow Wilson | Takeshi Miyazawa | 11 mars 2015        |
|           |                                                           |                  |                  |                     |
| Remarques |                                                           |                  |                  |                     |
|           |                                                           |                  |                  |                     |
| 14        | Coup de Foudre (2) (Crushed: Part Two of Three)           | G. Willow Wilson | Takeshi Miyazawa | 15 avril 2015       |
|           |                                                           |                  |                  |                     |
| Remarques |                                                           |                  |                  |                     |
|           |                                                           |                  |                  |                     |
| 15        | Coup de Foudre (3) (Crushed: Part Three of Three)         | G. Willow Wilson | Takeshi Miyazawa | 13 mai 2015         |
|           |                                                           |                  |                  |                     |
| Remarques |                                                           |                  |                  |                     |
|           |                                                           |                  |                  |                     |
| 16        | Derniers Jours (1) (Last Days: Part One)                  | G. Willow Wilson | Adrian Alphona   | 17 juin 2015        |
|           |                                                           |                  |                  |                     |
| Remarques |                                                           |                  |                  |                     |
|           |                                                           |                  |                  |                     |
| 17        | Derniers Jours (2) (Last Days: Part Two)                  | G. Willow Wilson | Adrian Alphona   | 5 août 2015         |
|           |                                                           |                  |                  |                     |
| Remarques |                                                           |                  |                  |                     |
|           |                                                           |                  |                  |                     |
| 18        | Derniers Jours (3) (Last Days: Part Three)                | G. Willow Wilson | Adrian Alphona   | 9 septembre 2015    |
|           |                                                           |                  |                  |                     |
| Remarques |                                                           |                  |                  |                     |
|           |                                                           |                  |                  |                     |
| 19        | Derniers Jours (4) (Last Days: Part Four)                 | G. Willow Wilson | Adrian Alphona   | 14 octobre 2015     |
|           |                                                           |                  |                  |                     |
| Remarques |                                                           |                  |                  |                     |

### Ms. Marvelvolume 4 (2015)
| Numéro    | Titre V.F. (titre V.O.)                                    | Scénariste(s)                                                  | Dessinateur(s)                                                                 | Date de publication |
| --------- | ---------------------------------------------------------- | -------------------------------------------------------------- | ------------------------------------------------------------------------------ | ------------------- |
|           |                                                            |                                                                |                                                                                |                     |
| 1         | Super Célèbre (1) (Super Famous: Part 1 of 3)              | G. Willow Wilson                                               | Takeshi Miyazawa Adrian Alphona                                                | 18 novembre 2015    |
|           |                                                            |                                                                |                                                                                |                     |
| Remarques |                                                            |                                                                |                                                                                |                     |
|           |                                                            |                                                                |                                                                                |                     |
| 2         | Super Célèbre (2) (Super Famous: Part 2 of 3)              | G. Willow Wilson                                               | Takeshi Miyazawa                                                               | 16 décembre 2015    |
|           |                                                            |                                                                |                                                                                |                     |
| Remarques |                                                            |                                                                |                                                                                |                     |
|           |                                                            |                                                                |                                                                                |                     |
| 3         | Super Célèbre (3) (Super Famous: Part 3 of 3)              | G. Willow Wilson                                               | Takeshi Miyazawa                                                               | 20 janvier 2016     |
|           |                                                            |                                                                |                                                                                |                     |
| Remarques |                                                            |                                                                |                                                                                |                     |
|           |                                                            |                                                                |                                                                                |                     |
| 4         | Une Armée à Moi Toute Seule (1) (Army of One: Part 1 of 3) | G. Willow Wilson                                               | Nico Leon                                                                      | 10 février 2016     |
|           |                                                            |                                                                |                                                                                |                     |
| Remarques |                                                            |                                                                |                                                                                |                     |
|           |                                                            |                                                                |                                                                                |                     |
| 5         | Une Armée à Moi Toute Seule (2) (Army of One: Part 2 of 3) | G. Willow Wilson                                               | Nico Leon                                                                      | 9 mars 2016         |
|           |                                                            |                                                                |                                                                                |                     |
| Remarques |                                                            |                                                                |                                                                                |                     |
|           |                                                            |                                                                |                                                                                |                     |
| 6         | Une Armée à Moi Toute Seule (3) (Army of One: Part 3 of 3) | G. Willow Wilson                                               | Nico Leon                                                                      | 27 avril 2016       |
|           |                                                            |                                                                |                                                                                |                     |
| Remarques |                                                            |                                                                |                                                                                |                     |
|           |                                                            |                                                                |                                                                                |                     |
| 7         | Guerre Civile (1)                                          | G. Willow Wilson                                               | Adrian Alphona                                                                 | 25 mai 2016         |
|           |                                                            |                                                                |                                                                                |                     |
| Remarques |                                                            |                                                                |                                                                                |                     |
|           |                                                            |                                                                |                                                                                |                     |
| 8         | Guerre Civile (2)                                          | G. Willow Wilson                                               | Adrian Alphona                                                                 | 22 juin 2016        |
|           |                                                            |                                                                |                                                                                |                     |
| Remarques |                                                            |                                                                |                                                                                |                     |
|           |                                                            |                                                                |                                                                                |                     |
| 9         | Guerre Civile (3)                                          | G. Willow Wilson                                               | Takeshi Miyazawa Adrian Alphona                                                | 27 juillet 2016     |
|           |                                                            |                                                                |                                                                                |                     |
| Remarques |                                                            |                                                                |                                                                                |                     |
|           |                                                            |                                                                |                                                                                |                     |
| 10        | Guerre Civile (4)                                          | G. Willow Wilson                                               | Takeshi Miyazawa Adrian Alphona                                                | 31 août 2016        |
|           |                                                            |                                                                |                                                                                |                     |
| Remarques |                                                            |                                                                |                                                                                |                     |
|           |                                                            |                                                                |                                                                                |                     |
| 11        | Guerre Civile (5)                                          | G. Willow Wilson                                               | Takeshi Miyazawa Adrian Alphona                                                | 28 septembre 2016   |
|           |                                                            |                                                                |                                                                                |                     |
| Remarques |                                                            |                                                                |                                                                                |                     |
|           |                                                            |                                                                |                                                                                |                     |
| 12        | Guerre Civile (6)                                          | G. Willow Wilson                                               | Mirka Andolfo                                                                  | 26 octobre 2016     |
|           |                                                            |                                                                |                                                                                |                     |
| Remarques |                                                            |                                                                |                                                                                |                     |
|           |                                                            |                                                                |                                                                                |                     |
| 13        | Jour d'Elections (Election Day)                            | G. Willow Wilson                                               | Mirka Andolfo                                                                  | 30 novembre 2016    |
|           |                                                            |                                                                |                                                                                |                     |
| Remarques |                                                            |                                                                |                                                                                |                     |
|           |                                                            |                                                                |                                                                                |                     |
| 14        | Dégâts Par Seconde (1) (Damage Per Second: Part 1 of 4)    | G. Willow Wilson                                               | Takeshi Miyazawa                                                               | 11 janvier 2017     |
|           |                                                            |                                                                |                                                                                |                     |
| Remarques |                                                            |                                                                |                                                                                |                     |
|           |                                                            |                                                                |                                                                                |                     |
| 15        | Dégâts Par Seconde (2) (Damage Per Second: Part 2 of 4)    | G. Willow Wilson                                               | Takeshi Miyazawa                                                               | 8 février 2017      |
|           |                                                            |                                                                |                                                                                |                     |
| Remarques |                                                            |                                                                |                                                                                |                     |
|           |                                                            |                                                                |                                                                                |                     |
| 16        | Dégâts Par Seconde (3) (Damage Per Second: Part 3 of 4)    | G. Willow Wilson                                               | Takeshi Miyazawa                                                               | 15 mars 2017        |
|           |                                                            |                                                                |                                                                                |                     |
| Remarques |                                                            |                                                                |                                                                                |                     |
|           |                                                            |                                                                |                                                                                |                     |
| 17        | Dégâts Par Seconde (4) (Damage Per Second: Part 4 of 4)    | G. Willow Wilson                                               | Takeshi Miyazawa                                                               | 19 avril 2017       |
|           |                                                            |                                                                |                                                                                |                     |
| Remarques |                                                            |                                                                |                                                                                |                     |
|           |                                                            |                                                                |                                                                                |                     |
| 18        | Cependant, au Wakanda... (Meanwhile in Wakanda)            | G. Willow Wilson                                               | Francesco Gaston                                                               | 10 mai 2017         |
|           |                                                            |                                                                |                                                                                |                     |
| Remarques |                                                            |                                                                |                                                                                |                     |
|           |                                                            |                                                                |                                                                                |                     |
| 19        | La Mecque (1) (Mecca: Part 1 of 4)                         | G. Willow Wilson                                               | Marco Failla                                                                   | 14 juin 2017        |
|           |                                                            |                                                                |                                                                                |                     |
| Remarques |                                                            |                                                                |                                                                                |                     |
|           |                                                            |                                                                |                                                                                |                     |
| 20        | La Mecque (2) (Mecca: Part 2 of 4)                         | G. Willow Wilson                                               | Marco Failla                                                                   | 19 juillet 2017     |
|           |                                                            |                                                                |                                                                                |                     |
| Remarques |                                                            |                                                                |                                                                                |                     |
|           |                                                            |                                                                |                                                                                |                     |
| 21        | La Mecque (3) (Mecca: Part 3 of 4)                         | G. Willow Wilson                                               | Marco Failla                                                                   | 9 août 2017         |
|           |                                                            |                                                                |                                                                                |                     |
| Remarques |                                                            |                                                                |                                                                                |                     |
|           |                                                            |                                                                |                                                                                |                     |
| 22        | La Mecque (4) (Mecca: Part 4 of 4)                         | G. Willow Wilson                                               | Marco Failla                                                                   | 13 septembre 2017   |
|           |                                                            |                                                                |                                                                                |                     |
| Remarques |                                                            |                                                                |                                                                                |                     |
|           |                                                            |                                                                |                                                                                |                     |
| 23        | Corridor Nord-Est (1) (Northeast Corridor: Part One)       | G. Willow Wilson                                               | Diego Olortegui                                                                | 11 octobre 2017     |
|           |                                                            |                                                                |                                                                                |                     |
| Remarques |                                                            |                                                                |                                                                                |                     |
|           |                                                            |                                                                |                                                                                |                     |
| 24        | Corridor Nord-Est (2) (Northeast Corridor: Part Two)       | G. Willow Wilson                                               | Diego Olortegui                                                                | 8 novembre 2017     |
|           |                                                            |                                                                |                                                                                |                     |
| Remarques |                                                            |                                                                |                                                                                |                     |
|           |                                                            |                                                                |                                                                                |                     |
| 25        | Génération Perdue (1) (Teenage Wasteland: Part One)        | G. Willow Wilson                                               | Takeshi Miyazawa                                                               | 20 décembre 2017    |
|           |                                                            |                                                                |                                                                                |                     |
| Remarques |                                                            |                                                                |                                                                                |                     |
|           |                                                            |                                                                |                                                                                |                     |
| 26        | Génération Perdue (2) (Teenage Wasteland: Part Two)        | G. Willow Wilson                                               | Nico Leon                                                                      | 10 janvier 2018     |
|           |                                                            |                                                                |                                                                                |                     |
| Remarques |                                                            |                                                                |                                                                                |                     |
|           |                                                            |                                                                |                                                                                |                     |
| 27        | Génération Perdue (3) (Teenage Wasteland: Part Three)      | G. Willow Wilson                                               | Nico Leon                                                                      | 14 février 2018     |
|           |                                                            |                                                                |                                                                                |                     |
| Remarques |                                                            |                                                                |                                                                                |                     |
|           |                                                            |                                                                |                                                                                |                     |
| 28        | Génération Perdue (4) (Teenage Wasteland: Part Four)       | G. Willow Wilson                                               | Nico Leon                                                                      | 21 mars 2018        |
|           |                                                            |                                                                |                                                                                |                     |
| Remarques |                                                            |                                                                |                                                                                |                     |
|           |                                                            |                                                                |                                                                                |                     |
| 29        | Un Nouveau Chapitre (1) (Something New: Part One)          | G. Willow Wilson                                               | Nico Leon                                                                      | 18 avril 2018       |
|           |                                                            |                                                                |                                                                                |                     |
| Remarques |                                                            |                                                                |                                                                                |                     |
|           |                                                            |                                                                |                                                                                |                     |
| 30        | Un Nouveau Chapitre (2) (Something New: Part Two)          | G. Willow Wilson                                               | Nico Leon                                                                      | 30 mai 2018         |
|           |                                                            |                                                                |                                                                                |                     |
| Remarques |                                                            |                                                                |                                                                                |                     |
|           |                                                            |                                                                |                                                                                |                     |
| 31        | En L'Espace D'Une Nuit (One Night Only)                    | G. Willow Wilson Saladin Ahmed Rainbow Rowell Hasan Minhaj     | Nico Leon Gustavo Duarte Robert Quinn Elmo Bondoc                              | 27 juin 2018        |
|           |                                                            |                                                                |                                                                                |                     |
| Remarques |                                                            |                                                                |                                                                                |                     |
|           |                                                            |                                                                |                                                                                |                     |
| 32        | Le Ratio (1) (The Ratio: Part One)                         | G. Willow Wilson                                               | Nico Leon                                                                      | 11 juillet 2018     |
|           |                                                            |                                                                |                                                                                |                     |
| Remarques |                                                            |                                                                |                                                                                |                     |
|           |                                                            |                                                                |                                                                                |                     |
| 33        | Le Ratio (2) (The Ratio: Part Two)                         | G. Willow Wilson                                               | Nico Leon                                                                      | 29 août 2018        |
|           |                                                            |                                                                |                                                                                |                     |
| Remarques |                                                            |                                                                |                                                                                |                     |
|           |                                                            |                                                                |                                                                                |                     |
| 34        | Le Ratio (3) (The Ratio: Part Three)                       | G. Willow Wilson                                               | Nico Leon                                                                      | 12 septembre 2018   |
|           |                                                            |                                                                |                                                                                |                     |
| Remarques |                                                            |                                                                |                                                                                |                     |
|           |                                                            |                                                                |                                                                                |                     |
| 35        | Le Ratio (4) (The Ratio: Part Four)                        | G. Willow Wilson                                               | Nico Leon                                                                      | 10 octobre 2018     |
|           |                                                            |                                                                |                                                                                |                     |
| Remarques |                                                            |                                                                |                                                                                |                     |
|           |                                                            |                                                                |                                                                                |                     |
| 36        | La Route De La Soie (Silk Road)                            | G. Willow Wilson                                               | Nico Leon                                                                      | 14 novembre 2018    |
|           |                                                            |                                                                |                                                                                |                     |
| Remarques |                                                            |                                                                |                                                                                |                     |
|           |                                                            |                                                                |                                                                                |                     |
| 37        | Après Le Déluge (After the Flood)                          | G. Willow Wilson                                               | Nico Leon                                                                      | 30 janvier 2019     |
|           |                                                            |                                                                |                                                                                |                     |
| Remarques |                                                            |                                                                |                                                                                |                     |
|           |                                                            |                                                                |                                                                                |                     |
| 38        | Boss Rush (Boss Rush)                                      | G. Willow Wilson Devin Grayson Eve Ewing Jim Zub Saladin Ahmed | Nico Leon Takeshi Miyazawa Joey Vazquez Kevin Libranda Minkyu Jung Ian Herring | 13 février 2019     |
|           |                                                            |                                                                |                                                                                |                     |
| Remarques |                                                            |                                                                |                                                                                |                     |

### Magnificent Ms. Marvel(2019)
| Numéro    | Titre V.F. (titre V.O.)                                       | Scénariste(s)                                                 | Dessinateur(s)                                                | Date de publication                                           |
| --------- | ------------------------------------------------------------- | ------------------------------------------------------------- | ------------------------------------------------------------- | ------------------------------------------------------------- |
|           |                                                               |                                                               |                                                               |                                                               |
| 1         | La Fabuleuse Miss Marvel (1)                                  | Saladin Ahmed                                                 | Minkyu Jung                                                   | 13 mars 2019                                                  |
|           |                                                               |                                                               |                                                               |                                                               |
| Remarques |                                                               |                                                               |                                                               |                                                               |
|           |                                                               |                                                               |                                                               |                                                               |
| 2         | La Fabuleuse Miss Marvel (2)                                  | Saladin Ahmed                                                 | Minkyu Jung                                                   | 17 avril 2019                                                 |
|           |                                                               |                                                               |                                                               |                                                               |
| Remarques |                                                               |                                                               |                                                               |                                                               |
|           |                                                               |                                                               |                                                               |                                                               |
| 3         | La Fabuleuse Miss Marvel (3)                                  | Saladin Ahmed                                                 | Minkyu Jung                                                   | 29 mai 2019                                                   |
|           |                                                               |                                                               |                                                               |                                                               |
| Remarques |                                                               |                                                               |                                                               |                                                               |
|           |                                                               |                                                               |                                                               |                                                               |
| 4         | La Fabuleuse Miss Marvel (4)                                  | Saladin Ahmed                                                 | Minkyu Jung                                                   | 26 juin 2019                                                  |
|           |                                                               |                                                               |                                                               |                                                               |
| Remarques |                                                               |                                                               |                                                               |                                                               |
|           |                                                               |                                                               |                                                               |                                                               |
| 5         | La Fabuleuse Miss Marvel (5)                                  | Saladin Ahmed                                                 | Minkyu Jung                                                   | 24 juillet 2019                                               |
|           |                                                               |                                                               |                                                               |                                                               |
| Remarques |                                                               |                                                               |                                                               |                                                               |
|           |                                                               |                                                               |                                                               |                                                               |
| 6         | La Fabuleuse Miss Marvel (6)                                  | Saladin Ahmed                                                 | Minkyu Jung                                                   | 21 août 2019                                                  |
|           |                                                               |                                                               |                                                               |                                                               |
| Remarques |                                                               |                                                               |                                                               |                                                               |
|           |                                                               |                                                               |                                                               |                                                               |
| 7         | Stormranger (1)                                               | Saladin Ahmed                                                 | Joey Vazquez                                                  | 18 septembre 2019                                             |
|           |                                                               |                                                               |                                                               |                                                               |
| Remarques |                                                               |                                                               |                                                               |                                                               |
|           |                                                               |                                                               |                                                               |                                                               |
| 8         | Stormranger (2)                                               | Saladin Ahmed                                                 | Joey Vazquez Alex Arizmendi                                   | 9 octobre 2019                                                |
|           |                                                               |                                                               |                                                               |                                                               |
| Remarques |                                                               |                                                               |                                                               |                                                               |
|           |                                                               |                                                               |                                                               |                                                               |
| 9         | Stormranger (3)                                               | Saladin Ahmed                                                 | Minkyu Jung                                                   | 6 novembre 2019                                               |
|           |                                                               |                                                               |                                                               |                                                               |
| Remarques |                                                               |                                                               |                                                               |                                                               |
|           |                                                               |                                                               |                                                               |                                                               |
| 10        | Stormranger (4)                                               | Saladin Ahmed                                                 | Minkyu Jung                                                   | 4 décembre 2019                                               |
|           |                                                               |                                                               |                                                               |                                                               |
| Remarques |                                                               |                                                               |                                                               |                                                               |
|           |                                                               |                                                               |                                                               |                                                               |
| 11        | Stormranger (5)                                               | Saladin Ahmed                                                 | Minkyu Jung                                                   | 8 janvier 2020                                                |
|           |                                                               |                                                               |                                                               |                                                               |
| Remarques |                                                               |                                                               |                                                               |                                                               |
|           |                                                               |                                                               |                                                               |                                                               |
| 12        | Stormranger (6)                                               | Saladin Ahmed                                                 | Minkyu Jung                                                   | 5 février 2020                                                |
|           |                                                               |                                                               |                                                               |                                                               |
| Remarques |                                                               |                                                               |                                                               |                                                               |
|           |                                                               |                                                               |                                                               |                                                               |
| 13        | Hors La Loi (1)                                               | Saladin Ahmed                                                 | Minkyu Jung                                                   | 4 mars 2020                                                   |
|           |                                                               |                                                               |                                                               |                                                               |
| Remarques |                                                               |                                                               |                                                               |                                                               |
|           |                                                               |                                                               |                                                               |                                                               |
| 14        | Hors La Loi (3)                                               | Saladin Ahmed                                                 | Minkyu Jung                                                   | 9 septembre 2020                                              |
|           |                                                               |                                                               |                                                               |                                                               |
| Remarques | Le titre "Hors La Loi (2)" est donnée au comic book Outlawed. | Le titre "Hors La Loi (2)" est donnée au comic book Outlawed. | Le titre "Hors La Loi (2)" est donnée au comic book Outlawed. | Le titre "Hors La Loi (2)" est donnée au comic book Outlawed. |
|           |                                                               |                                                               |                                                               |                                                               |
| 15        | Hors La Loi (4)                                               | Saladin Ahmed                                                 | Minkyu Jung                                                   | 7 octobre 2020                                                |
|           |                                                               |                                                               |                                                               |                                                               |
| Remarques |                                                               |                                                               |                                                               |                                                               |
|           |                                                               |                                                               |                                                               |                                                               |
| 16        | Hors La Loi (5)                                               | Saladin Ahmed                                                 | Minkyu Jung                                                   | 11 novembre 2020                                              |
|           |                                                               |                                                               |                                                               |                                                               |
| Remarques |                                                               |                                                               |                                                               |                                                               |
|           |                                                               |                                                               |                                                               |                                                               |
| 17        | Hors La Loi (6)                                               | Saladin Ahmed                                                 | Minkyu Jung                                                   | 16 décembre 2020                                              |
|           |                                                               |                                                               |                                                               |                                                               |
| Remarques |                                                               |                                                               |                                                               |                                                               |
|           |                                                               |                                                               |                                                               |                                                               |
| 18        | Hors La Loi (7)                                               | Saladin Ahmed                                                 | Minkyu Jung                                                   | 24 février 2021                                               |
|           |                                                               |                                                               |                                                               |                                                               |
| Remarques |                                                               |                                                               |                                                               |                                                               |

### Ms. Marvel: Beyond the Limit(2021)
| Numéro    | Titre V.F. (titre V.O.) | Scénariste(s) | Dessinateur(s)           | Date de publication |
| --------- | ----------------------- | ------------- | ------------------------ | ------------------- |
|           |                         |               |                          |                     |
| 1         | Au-Delà Des Limites (1) | Samira Ahmed  | Andrés Genolet           | 22 décembre 2021    |
|           |                         |               |                          |                     |
| Remarques |                         |               |                          |                     |
|           |                         |               |                          |                     |
| 2         | Au-Delà Des Limites (2) | Samira Ahmed  | Andrés Genolet           | 12 janvier 2022     |
|           |                         |               |                          |                     |
| Remarques |                         |               |                          |                     |
|           |                         |               |                          |                     |
| 3         | Au-Delà Des Limites (3) | Samira Ahmed  | Andrés Genolet           | 23 février 2022     |
|           |                         |               |                          |                     |
| Remarques |                         |               |                          |                     |
|           |                         |               |                          |                     |
| 4         | Au-Delà Des Limites (4) | Samira Ahmed  | Andrés Genolet           | 23 mars 2022        |
|           |                         |               |                          |                     |
| Remarques |                         |               |                          |                     |
|           |                         |               |                          |                     |
| 5         | Au-Delà Des Limites (5) | Samira Ahmed  | Andrés Genolet Zé Carlos | 27 avril 2022       |
|           |                         |               |                          |                     |
| Remarques |                         |               |                          |                     |

## Séries complémentaires

### Team-Up

#### Marvel Team-Upvolume 4 (2019)
| Numéro    | Titre V.F. (titre V.O.)          | Scénariste(s) | Dessinateur(s)      | Date de publication |
| --------- | -------------------------------- | ------------- | ------------------- | ------------------- |
|           |                                  |               |                     |                     |
| 1         | Spider-Man & Miss Marvel (1)     | Eve Ewing     | Joey Vazquez        | 3 avril 2019        |
|           |                                  |               |                     |                     |
| Remarques |                                  |               |                     |                     |
|           |                                  |               |                     |                     |
| 2         | Spider-Man & Miss Marvel (2)     | Eve Ewing     | Joey Vazquez        | 1 mai 2019          |
|           |                                  |               |                     |                     |
| Remarques |                                  |               |                     |                     |
|           |                                  |               |                     |                     |
| 3         | Spider-Man & Miss Marvel (3)     | Eve Ewing     | Joey Vazquez Moy R. | 5 juin 2019         |
|           |                                  |               |                     |                     |
| Remarques |                                  |               |                     |                     |
|           |                                  |               |                     |                     |
| 4         | Captain Marvel & Miss Marvel (1) | Clint McElroy | Ig Guara            | 31 juillet 2019     |
|           |                                  |               |                     |                     |
| Remarques |                                  |               |                     |                     |
|           |                                  |               |                     |                     |
| 5         | Captain Marvel & Miss Marvel (2) | Clint McElroy | Ig Guara            | 28 août 2019        |
|           |                                  |               |                     |                     |
| Remarques |                                  |               |                     |                     |
|           |                                  |               |                     |                     |
| 6         | Captain Marvel & Miss Marvel (3) | Clint McElroy | Ig Guara            | 25 septembre 2019   |
|           |                                  |               |                     |                     |
| Remarques |                                  |               |                     |                     |

#### Ms. Marvel & Wolverine(2022)
| Numéro    | Titre V.F. (titre V.O.) | Scénariste(s) | Dessinateur(s) | Date de publication |
| --------- | ----------------------- | ------------- | -------------- | ------------------- |
|           |                         |               |                |                     |
| 1         |                         | Jody Houser   | Zé Carlos      | 10 août 2022        |
|           |                         |               |                |                     |
| Remarques |                         |               |                |                     |

#### Ms. Marvel & Moon Knight(2022)
| Numéro    | Titre V.F. (titre V.O.) | Scénariste(s) | Dessinateur(s)  | Date de publication |
| --------- | ----------------------- | ------------- | --------------- | ------------------- |
|           |                         |               |                 |                     |
| 1         |                         | Jody Houser   | Ibraim Roberson | 17 août 2022        |
|           |                         |               |                 |                     |
| Remarques |                         |               |                 |                     |

#### Ms. Marvel & Venom(2022)
| Numéro    | Titre V.F. (titre V.O.) | Scénariste(s) | Dessinateur(s) | Date de publication |
| --------- | ----------------------- | ------------- | -------------- | ------------------- |
|           |                         |               |                |                     |
| 1         |                         | Jody Houser   | David Wachter  | 14 septembre 2022   |
|           |                         |               |                |                     |
| Remarques |                         |               |                |                     |

### Série annuelle

#### Ms. Marvel Annualvolume 2
| Numéro    | Titre V.F. (titre V.O.) | Scénariste(s)      | Dessinateur(s) | Date de publication |
| --------- | ----------------------- | ------------------ | -------------- | ------------------- |
|           |                         |                    |                |                     |
| 1         | (The Sting)             | Magdalene Visaggio | Jon Lam        | 3 juillet 2019      |
|           |                         |                    |                |                     |
| Remarques |                         |                    |                |                     |

### Série liée à des évènements

#### Dark Web: Ms. Marvel(2022)
| Numéro    | Titre V.F. (titre V.O.) | Scénariste(s) | Dessinateur(s)      | Date de publication |
| --------- | ----------------------- | ------------- | ------------------- | ------------------- |
|           |                         |               |                     |                     |
| 1         |                         | Sabir Pirzada | Francesco Mortarino | 21 décembre 2022    |
|           |                         |               |                     |                     |
| Remarques |                         |               |                     |                     |
|           |                         |               |                     |                     |
| 2         |                         | Sabir Pirzada | Francesco Mortarino | 11 janvier 2023     |
|           |                         |               |                     |                     |
| Remarques |                         |               |                     |                     |

## One-Shot

### Generations: Ms. Marvel & Ms. Marvel(2017)
| Numéro    | Titre V.F. (titre V.O.) | Scénariste(s)    | Dessinateur(s)   | Date de publication |
| --------- | ----------------------- | ---------------- | ---------------- | ------------------- |
|           |                         |                  |                  |                     |
| 1         |                         | G. Willow Wilson | Paolo Villanelli | 20 septembre 2017   |
|           |                         |                  |                  |                     |
| Remarques |                         |                  |                  |                     |

## Roman Graphique

### Ms. Marvel Hors Contrôle
| Numéro | Titre V.F. (titre V.O.)       | Scénariste(s) | Dessinateur(s) | Date de publication |
| --- | ----------------------------- | ------------- | -------------- | ------------------- |
| |                               |               |                |                     |
| 1 | Hors Contrôle (Streched Thin) | Nadia Shammas | Nabi H. Ali    | 8 septembre 2021    |
| Pendant que son frère est en vacances avec son épouse. Kamala surveille souvent son neveu. Un jour elle reçoit un colis contenant un robot-jouet de la part d'un pseudonyme (le technoforgeron) de son forum de fanfic en ligne. Le jouet se transforme à certaines occasions en robot et attaque Kamala ou ses proches. Grâce à Iron Man, Miles Morales et Squirrel Girl, Kamala arrive à stopper le robot et arrêter les agissements du technoforgeron. |                               |               |                |                     |
| Remarques |                               |               |                |                     |